# روبن روس
الفريق روبرت جيريمي «روبن» روس (بالإنجليزية: Sir Robert Jeremy "Robin" Ross)‏ (ولد في 28 نوفمبر 1939) ضابط سابق في قوات المارينز الملكية كان يعمل قائدا للقوات البحرية الملكية من 1994 إلى 1996.

## المسيرة العسكرية
درس في كلية ويلينغتون وكلية كوربوس كريستي في كامبريدج ثم انضم روس إلى قوات المارينز الملكية عام 1957. أصبح ضابطا من لواء المغاوير 40 في عام 1979 ثم قائد لواء المغاوير 3 في عام 1986 وقائد التدريب والاحتياطيات في عام 1988. تم تعيينه قائد قوات المغاوير في عام 1990 حيث قاد قوة أنغلو-هولندية شاركت في عملية إنسانية لحماية الشعب الكردي في شمال العراق في عام 1991 قبل أن يصبح قائدا عاما للمارينز الملكية في عام 1994. تقاعد في عام 1996.
بعد التقاعد أصبح رئيسا لسلطة مساعدة سافا وعضوا في مجلس الاستثمار الدولي في جنوب أفريقيا وكنيسة سانت جون المعمدانية في بيرويك سانت جون في ويلتشاير.

## العائلة
في عام 1965 تزوج سارة كورتيس. لديهما ابن واحد وابنة واحدة.